# Pianotrio in Bes majeur
Niels Gade begon aan zijn Pianotrio in Bes majeur in 1839. Het was nog de beginperiode van componeren van de Deense violist. Hij kreeg een eerste deel op papier, verder kwam de beginnend componist niet. Later zou Gade een ander Pianotrio (opus 42) schrijven. De kamermuziek van Gade is echter lang zo bekend niet als zijn orkestwerken. 

## Discografie
- Opname Dacapo: Tre musici
- Opname MDG: Trio Parnassus